# Kapitein Kok
Das Radersalonboot Kapitein Kok wurde 1911 auf der Werft J.&K. Smit in Krimpen aan de Lek für die Reederei Stoombootdienst op de Lek als Fracht- und Passagierschiff gebaut und unter dem Namen Reederij op de Lek no. 6 in Dienst gestellt. Es ist das letzte Schiff der ehemaligen holländischen Raddampferflotte.

## Geschichte
Ab 1911 verkehrte das Schiff im Personen- und Frachtverkehr zwischen Rotterdam und Schoonhoven. Bei einer Tragfähigkeit von 131 Tonnen konnten neben der Fracht bis zu 1200 Passagiere befördert werden. 1948 wurde der Fährdienst eingestellt. 1940 war die No. 6 an der Evakuierung von Rhenen beteiligt.
1950 wurde der Raddampfer nach Ludwigshafen am Rhein verkauft und fuhr dort unter dem Namen Rheinpfalz. 1976 kehrte das Schiff wieder nach Holland zurück und wurde von seinem neuen Besitzer W. Key, dem Eigner von De Majesteit, von Grund auf restauriert und zu einem Partyboot umgebaut. Dabei wurde die Dampfmaschine durch einen Dieselmotor ersetzt. Seit dieser Zeit trägt das Schiff den Namen Radersalonboot Kapitein Kok, benannt nach seinem letzten niederländischen Kapitän. 1984 wurde es an die jetzige Reederei verkauft.

## Ausstattung
Das Schiff ist im Stil der 1920er Jahre sehr luxuriös mit Edelhölzern und vielen Beschlägen und Einrichtungsgegenständen aus Messing ausgestattet. Als Möbelstoff wurde überwiegend roter Plüsch verwendet. In den drei Decks befinden sich vier Salons und drei Bars. Außerdem sind Vor- und Achterdeck für einen Aufenthalt im Freien begehbar. Von der Reederei wird das Schiff als Partyboot vermarktet, es können an Bord auch standesamtliche Trauungen vollzogen werden.

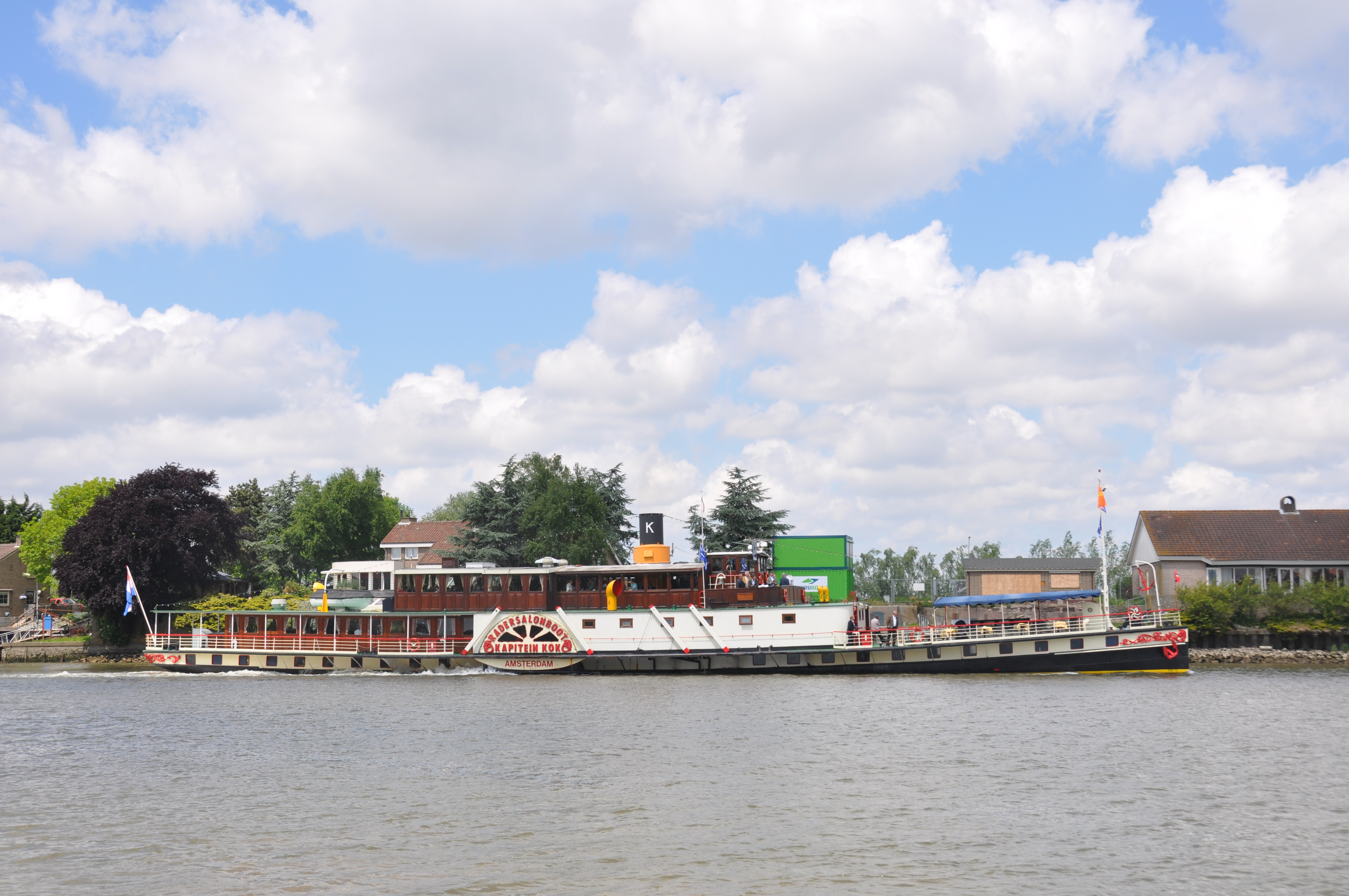
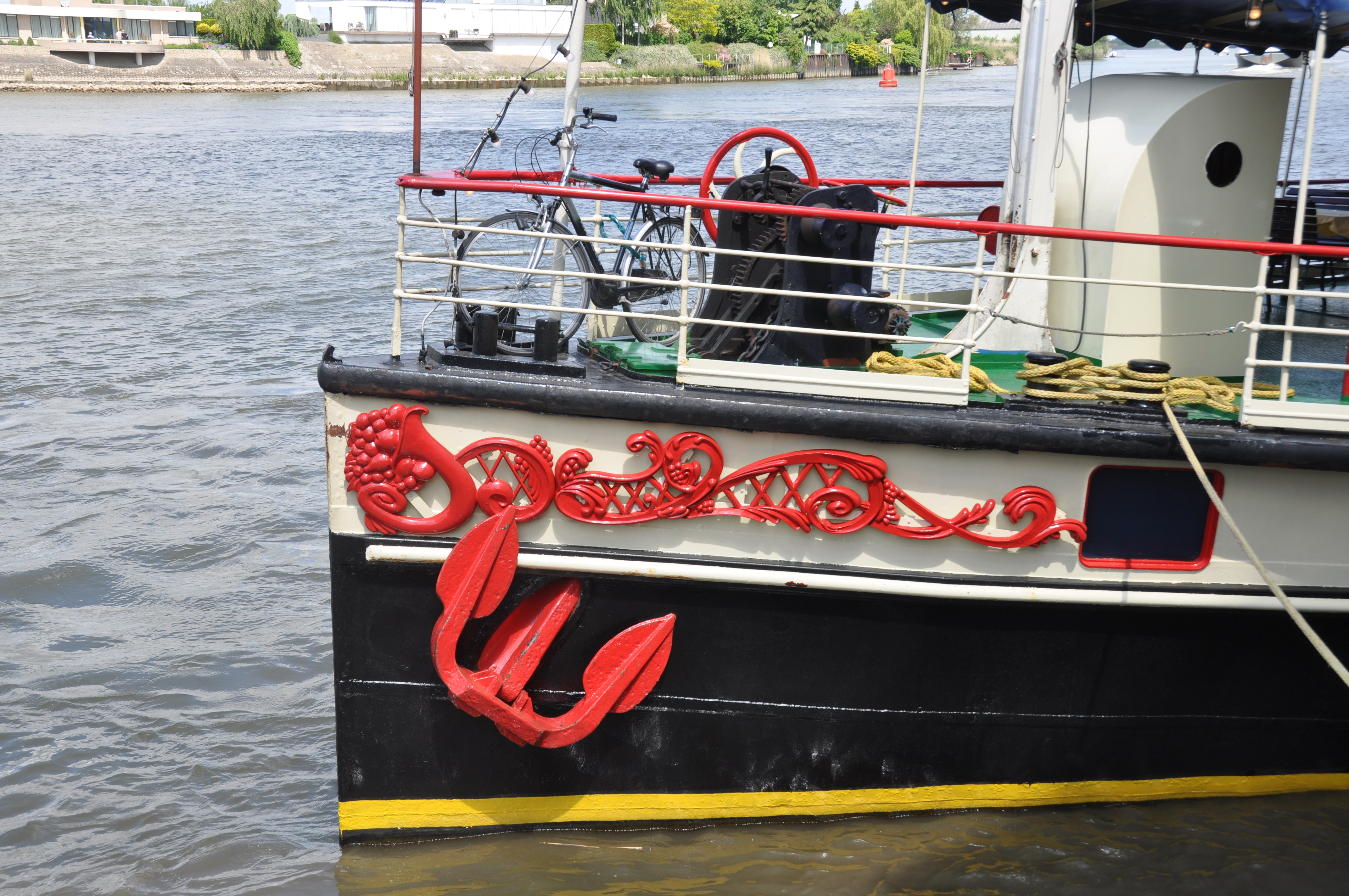
Bugzier
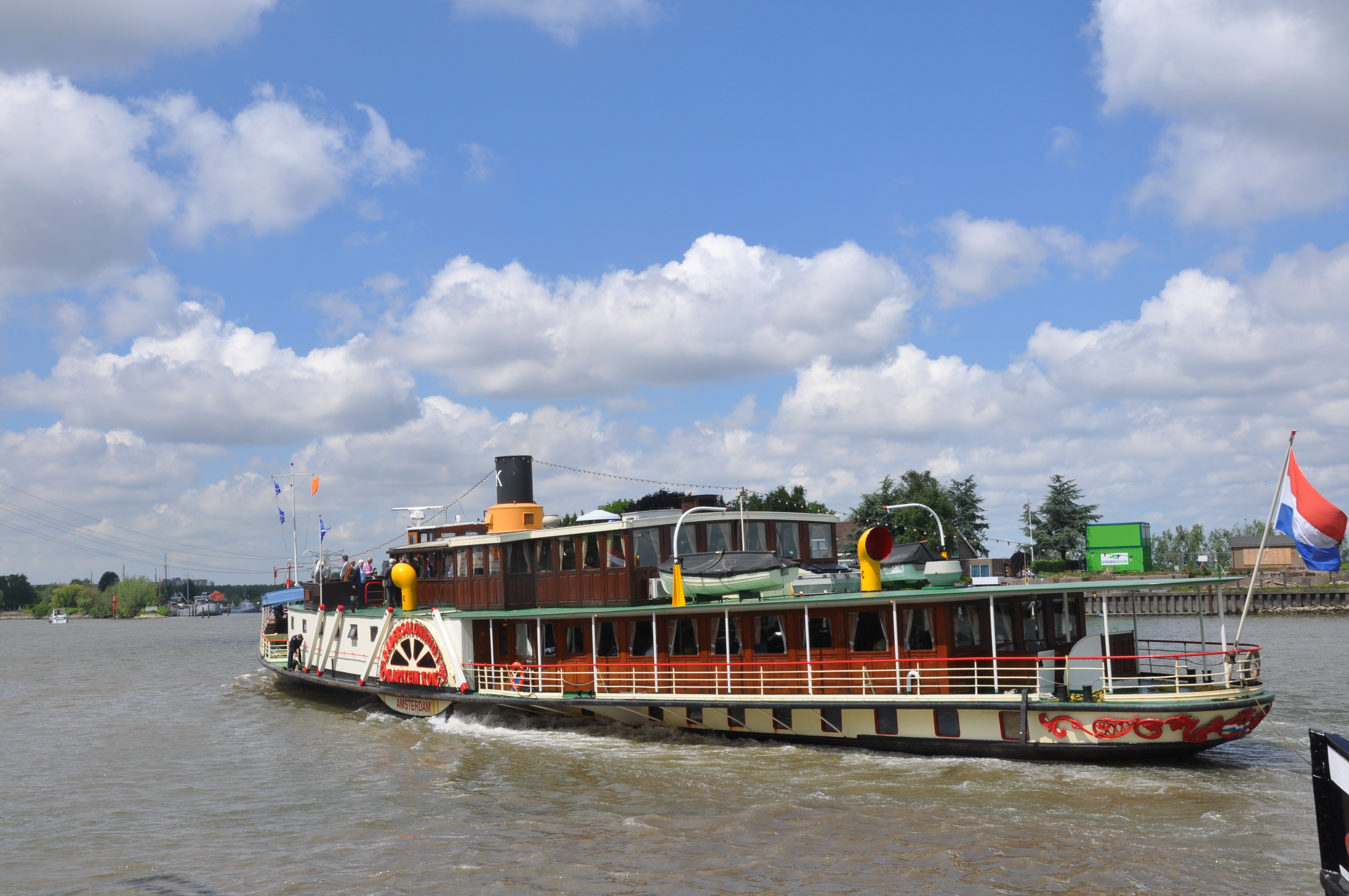
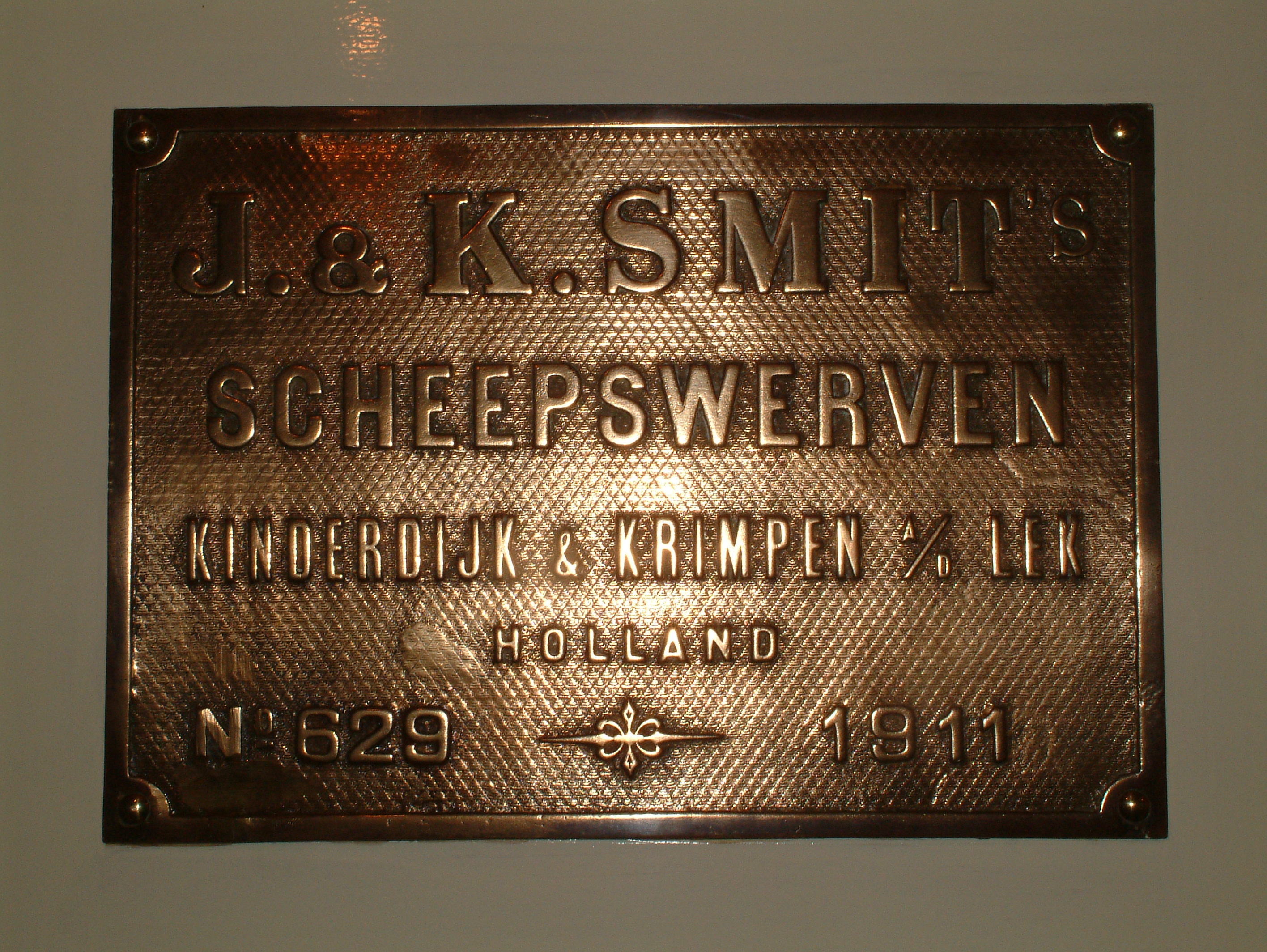